# Batalla de Civitate
La batalla de Civitate va tenir lloc el 18 de juny de 1053 al sud d'Itàlia. A la batalla es van enfrontar els normands, dirigits pel comte de la Pulla, Hunifred d'Hauteville, juntament amb altres membres de la Casa d'Hauteville, com Robert Guiscard, i un exèrcit format per suabis, italians i longobards, una coalició organitzada pel Papa Lleó IX i dirigida al camp de batalla per Rodolf de Benevent, príncep de Benevent, i Gerard I de Lorena, duc de Lorena. La victòria normanda sobre la coalició aliada va marcar l'inici d'un conflicte que va durar fins al reconeixement de la conquesta normanda de la Itàlia meridional.

## Rerefons històric

### L'arribada dels normands al sud d'Itàlia
Els normands havien arribat a Itàlia el 1017, en un pelegrinatge al santuari de Sant Miquel Arcàngel a Monte Sant'Angelo, a la Pulla. Aquests guerrers van ser contractats com a mercenaris per oposar-se a l'amenaça dels sarraïns, que assetjaven el sud d'Itàlia des de les seves bases a Sicília, sense que els governs romans d'Orient o llombards de les zones afectades poguessin oposar-hi gaire resistència.
La disponibilitat d'aquesta força mercenària (els normands eren famosos per ser militariter lucrum quaerens, o cercadors d'un lucre a canvi de serveis militars) no va passar desapercebuda als governants cristians del sud d'Itàlia, que la va emprar en el marc de les seves pròpies guerres internes. Els normands, per part seva, van buscar el seu propi benefici, i el 1030 Rainulf Drengot va aconseguir el comtat d'Aversa.
Després d'aquest primer èxit, d'altres normands van arribar al sud d'Itàlia a la recerca de riqueses. En destaquen els membres de la Casa d'Hauteville, fills tots ells de Tancred d'Hauteville. Poc temps després aquest grup de normands va crear el seu propi estat, i Guillem Braç de Ferro es va convertir el 1042 en comte de la Pulla.

### La coalició anti-normanda
L'avanç dels normands al sud d'Itàlia va alarmar el Papa. El 1052, Lleó IX va reunir-se amb l'emperador Enric III i amb el seu parent a Saxònia, i va demanar ajuda per deslliurar-se dels normands. Se li va negar l'ajut, i Lleó va haver de tornar a Roma el març del 1053 acompanyat només per 700 soldats d'infanteria suàbia.
Tanmateix, hi havia altres líders i altres pobles preocupats pel creixent poder normand, i en particular els governants italians i llombards del sud de la península. El príncep de Benevent, Rodolf, el duc de Gaeta, els comtes d'Aquino i de Teano, l'arquebisbe i els ciutadans d'Amalfi, juntament amb altres homes vinguts de la Pulla, Molise, Campània, Abruzzo i el Laci, van acudir a la crida papal i van formar una coalició per enfrontar-se als normands.
El Papa també va trobar ajuda en un altre poder, l'Imperi Romà d'Orient, governat aleshores per Constantí IX. En un principi els romans d'Orient, establerts a la Pulla, havien intentat pagar als normands i contractar-los com a mercenaris integrats al seu exèrcit, car els normands eren coneguts per llur cobdícia. El comandant Argir, el llombard catepà d'Itàlia, va oferir als normands diners a canvi d'escampar-se com a mercenaris cap a les fronteres orientals de l'imperi, però els normands van rebutjar la proposta afirmant-hi explícitament que llur objectiu era la conquesta del sud d'Itàlia. Davant d'aquesta realitat, Argir va contactar amb el Papa, i quan Lleó i el seu exèrcit van desplaçar-se des de Roma fins a la Pulla per enfrontar-se als normands en batalla, un exèrcit romà d'Orient dirigit personalment per Argir es va desplaçar també a la Pulla amb el mateix pla, atrapant els normands en una maniobra de pinça.
Els normands van comprendre el perill i van reunir tots els homes disponibles en un sol exèrcit al comandament del comte de la Pulla, Hunifred d'Hauteville, el comte Ricard d'Aversa i altres membres de la Casa d'Hauteville, entre els quals hi havia Robert d'Hauteville, més tard conegut com a Robert Guiscard.

## La batalla
Lleó es va desplaçar a la Pulla i va atènyer el riu Fortore, prop de la ciutat de Civitate. Els normands van sortir al seu encontre per interceptar l'exèrcit papal prop de la ciutat i evitar que s'unís amb l'exèrcit romà d'Orient comandat per Argir. Els normands s'havien preparat amb poques vitualles i amb menys homes que els seus enemics, amb no més de 3.000 homes de cavalleria i pocs infants, contra un exèrcit de 6.000 soldats d'infanteria i cavalleria. Van sol·licitar una treva, però abans que acabessin les negociacions es va llançar l'atac contra l'exèrcit papal.
Els dos exèrcits estaven dividits per un turó petit. Els normands van col·locar la seva cavalleria en tres formacions, amb els homes de Ricard a la dreta, els d'Hunifred al centre i els de Robert Guiscard a l'esquerra, al capdavant de la seva cavalleria i infanteria. Davant d'ells, l'exèrcit papal es formava en dues parts, amb la cavalleria suàbia en una fina i llarga línia a la dreta, i amb els italians agrupats a l'esquerra, sota el comandament de Rodolf. El papa Lleó es trobava a la ciutat, però el seu estendard, el vexillum sancti Petri, onejava amb l'exèrcit aliat.
La batalla va començar amb l'atac del comte d'Aversa contra els italians. Després de travessar la plana, van arribar davant dels seus enemics, que van trencar la formació i van fugir sense resistir-s'hi; els normands van matar-ne molts i van avançar cap al campament del Papa. Els suabis, mentrestant, s'havien desplaçat al turó, i es van enfrontar al centre normand, que van poder superar tot i ser menys. Robert Guiscard, veient el seu germà en perill, va moure la seva ala esquerra cap al turó i va aconseguir alleugerir la pressió suàbia, alhora que va distingir-se per la seva valentia en combat. La situació al centre va quedar equilibrada, però la batalla va quedar decidida amb el retorn al camp de batalla de Ricard, que va comportar la derrota dels suabis i de la coalició papal.

## Fets posteriors
El Papa va ser fet presoner pels normands. No se sap amb exactitud com va passar: les fonts papals afirmen que Lleó va deixar Civitate i es va rendir per evitar un vessament de sang encara més gran, mentre que altres fonts indiquen que els habitants de Civitate van lliurar-lo als normands. El Papa va ser tractat amb respecte, però fou tancat a la presó de Benevent durant gairebé nou mesos, essent obligat a ratificar determinats tractats favorables als normands.
Sis anys després, i després d'uns altres tres papes anti-normands, el tractat de Melfi de 1059 va suposar el reconeixement del poder i del control normand del sud d'Itàlia. Va haver-hi dues raons essencials per a aquest canvi en la política papal:
- En primer lloc, els normands havien demostrat ser un enemic fort i proper, mentre que l'emperador romà d'Orient havia estat un aliat feble i llunyà.
- En segon lloc, el Papa Nicolau II havia decidit tallar els lligams que unien l'Església romana i els emperadors del Sacre Imeri Romanogermànic, reclamant per als cardenals romans el dret d'escollir el Papa, i amb això reduint la importància de l'emperador.